# Eduardo Casanova Valdehíta
Eduardo Casanova Valdehíta (Madrid, 24 de març del 1991) és un actor i director de cinema madrileny. Es va fer molt conegut gràcies al seu paper com Fidel a la sèrie de televisió Aída de Telecinco.

## Filmografia

### Cinema
| Actor - Chuecatown (2007) - La chispa de la vida (2011) - Del lado del verano (2012) - Androginia(2013, curtmetratge) - Blink (2013, curtmetratge) | Director - Ansiedad (2010, curtmetratge) - Fumando Espero (2013, curtmetratge) - Amor de madre (2013, curtmetratge) - La hora del baño (2014, curtmetratge) - Pieles (2017) - La piedad (2023) |

### Televisió
- Aída (2005-2014)
- La última guardia (2010)

### Teatre
- Diario de una pulga (2007)
- El principito (2007-2008)
- The hole (2011)
- Adiós presidente, adiós (2013)

### Videoclip
- Glamour to Kill - Superdotada - (2011)